# Diócesis de Limasol
La diócesis de Limasol, de Nemosia, de Némesis o de Limisso (en latín: Dioecesis Nimociensis seu Limosiensis) fue una circunscripción eclesiástica de la Iglesia católica en Chipre. Se trataba de una diócesis latina, sufragánea de la arquidiócesis de Nicosia. Fue suprimida de hecho en 1590 al morir su último obispo. Fue restaurada como diócesis titular de Némesis en 1736 y suprimida circa 1900. De nuevo restaurada como diócesis titular de Neápolis en Chipre en 1933, permaneciendo desde entonces como sede vacante.

## Territorio y organización
La diócesis extendía su jurisdicción sobre los fieles católicos de rito latino residentes en la parte sur de Chipre, en donde se superponía con las diócesis griegas de Neápolis (cuya sede era Limasol), Amatunte y Curio. En Lefkara (en donde posiblemente residía el obispo griego de Amatunte hasta de la ocupación latina) tenía su sede el obispo vicario de rito bizantino que se autotitulaba como «obispo de Amatunte y presidente de las diócesis de Limasol y Curio».
La sede de la diócesis se encontraba en la ciudad de Limasol, en donde se hallaba la catedral de origen bizantino, que en 1491 un devastador terremoto redujo a ruinas. En 1570 fue convertida por los otomanos en la mezquita Kebir Jami, actualmente abandonada.

## Historia
Limasol (Limisso) fue una antigua sede episcopal de Chipre sufragánea de la arquidiócesis de Salamina; todavía hoy es una diócesis de la Iglesia ortodoxa de Chipre. La ciudad es conocida en la antigüedad con diferentes nombres: inicialmente Limisso, luego Neápolis de Chipre y en el siglo X con el nombre de Nemesos o Némesis. Hay tres obispos griegos conocidos del primer milenio: Tíquico I, fundador de la comunidad cristiana y primer obispo de Limisso, quien, según la vida de san Ausibio de Soli, fue consagrado por san Heráclides de Salamina a petición del apóstol Pablo de Tarso; Tíquico II, que vivió durante la época del patriarca alejandrino Juan el Limosnero (principios del siglo VII); y Leoncio de Nápoles, sucesor de Tíquico II, escritor eclesiástico del siglo VII.
En mayo de 1191 la isla de Chipre fue conquistada por el rey Ricardo Corazón de León de Inglaterra, quien había llegado a la región con el fin de participar en la tercera cruzada y recibió afrentas del gobernante de Chipre. Después, el rey Ricardo vendió la isla a los caballeros templarios, los cuales a su vez, luego de una revuelta la retornaron al rey Ricardo, quien la vendió en 1192 al desterrado rey francés del Reino de Jerusalén, Guido de Lusignan. Lusignan estableció una sociedad feudal occidental en Chipre y una dinastía (el Reino de Chipre) que duró casi 300 años.
El rey Emerico de Chipre envió a su canciller y archidiácono Alain a Roma para negociar con el papa Celestino III la organización de la Iglesia chipriota. Muy pronto, a consecuencia de estos cambios, una jerarquía latina fue instaurada en Chipre el 13 de diciembre de 1196, en detrimento de la autóctona jerarquía ortodoxa de la isla. Limasol se convirtió así en obispado de rito latino, sufragáneo de la arquidiócesis de Nicosia. El IV Concilio de Letrán en 1215 (canon 9) reconoció la existencia de varios ritos y costumbres bajo una sola fe católica y autorizó el nombramiento de vicarios orientales como asistentes de los obispos latinos, por lo que prohibió más de un obispo al frente de una misma diócesis. Por esta razón el papa Honorio III insistió en la sumisión en Chipre de las jerarquías griega, armenia, maronita, nestoriana y jacobita. En 1222 la reina Alicia de Chipre concluyó un acuerdo con la nobleza y la jerarquía latina de la isla, por el cual se dispuso:

(...) sólo cuatro obispos griegos permanecerán permanentemente en Chipre y serán obedientes a la Iglesia Romana y a nosotros, al arzobispo y nuestros sufragáneos de acuerdo con la costumbre del Reino de Jerusalén y vivirán en los lugares correspondientes que se mencionan a continuación. Estos lugares están en la diócesis de Nicosia, en Solos; en la diócesis de Pafos, en Arsinoe; en la diócesis de Limasol, en Lefkara; en la diócesis de Famagusta, en Karpasia.

El 3 de julio de 1260 el papa Alejandro IV promulgó la bula Constitutio Cypria, por la cual se dispuso que los 4 obispos grecochipriotas (Solos, Arsinoe, Lefkara y Karpasia) conservaran su estatus bajo supervisión de los obispos latinos. Se les permitió ser elegidos de la forma tradicional, y luego debían jurar obediencia a sus superiores latinos. Cada uno de los 4 obispos griegos remanentes estaba bajo dependencia del obispo católico de la zona, constituyendo en realidad vicariatos autónomos dentro de cada diócesis latina.
Durante la era del Cisma de Occidente, la Iglesia latina de Chipre se puso del lado del papado de Aviñón.
La presencia occidental en la isla terminó con la caída de Famagusta en 1571 en manos del ejército del Imperio otomano. Los que no lograron escapar fueron masacrados por los turcos, quienes también arrasaron la mayoría de los lugares de culto de rito latino, o los transformaron en mezquitas. El último obispo de Limasol fue el dominico Serafino Fortibraccia, quien murió durante el asedio de la ciudad, que cayó en julio de 1571.
Hoy Limasol es la sede de una de las 4 parroquias chipriotas, dedicada a Santa Catalina, dependiente del patriarcado latino de Jerusalén.

### Diócesis titular
Desde 1736 Némesis figuró entre las sedes episcopales titulares de la Iglesia católica, pero fue suprimida circa 1900, falleciendo su último obispo en 1896. Desde 1933 Limasol figura entre las sedes episcopales titulares de la Iglesia católica como diócesis de Neápolis en Chipre, permaneciendo desde entonces como sede vacante.

## Episcopologio

### Obispos griegos
- Tichico I † (siglo I)
- Tichico II † (inicios del siglo VII)
- Leoncio de Neápolis † (siglo VII)

### Obispos latinos
- T. † (mencionado el 3 de enero de 1197)
- Folco de Montaigu † (mencionado en 1211)
- R. † (antes de octubre de 1220-después del 14 de septiembre de 1227)
- T. † (antes del 19 de julio de 1231-después de septiembre de 1236)
- Beato Bartolomeo di Breganze, O.P. † (9 de febrero de 1252-18 de diciembre de 1255 nombrado obispo de Vicenza)
  - Opizzo Fieschi † (21 de febrero de 1256-1 de abril de 1280 nombrado administrador apostólico de Trani)
- Uberto † (6 de mayo de 1280-antes de 1288 falleció)
- Berardo (o Bernardo), O.P. † (23 de enero de 1291-antes del 28 de febrero de 1301 falleció)
- Pietro Erlant † (28 de febrero de 1301-? falleció)
- Giovanni di Lizza (o Laodicea), O.Osp. † (antes de febrero de 1314-después del 1 de julio de 1320 falleció)
- Guglielmo, O.Carm. † (?-antes del 21 de junio de 1322 renunció)
  - Pierre de Genouillac † (21 de junio de 1322-?) (administrador apostólico)
  - Raymond Béguin, O.P. † (19 de marzo de 1324-1328 falleció) (administrador apostólico)
- Bartolomeo Lambert † (mencionado el 26 de febrero de 1329)
  - Pierre La Palud, O.P. † (14 de julio de 1335-?) (administrador apostólico)
- Lamberto Balduino della Cecca, O.F.M. † (2 de junio de 1337-3 de noviembre de 1344 nombrado obispo de Brescia)
- Iterio di Nabinal, O.F.M. † (3 de noviembre de 1344-26 de junio de 1346 nombrado obispo de Famagusta)
- Francesco de Aretiu, O.P. † (26 de junio de 1346-13 de julio de 1351 falleció)
- Elia di Chambarihac † (8 de septiembre de 1351-21 de abril de 1357 nombrado obispo de Pafos)
- Guido d'Ibelin, O.P. † (21 de abril de 1357-29 de marzo de 1367 falleció)
- Ademaro de la Voulte † (18 de agosto de 1367-9 de octubre de 1374 nombrado obispo de Grasse)
- Tommaso Ammanati † (9 de octubre de 1374-21 de octubre de 1379 nombrado obispo de Nápoles)
- Giovanni Stino, O.F.M. † (5 de marzo de 1380-? falleció)
- Guglielmo Scarbotti, O.E.S.A. † (30 de julio de 1403-1406/1407 falleció)
- Guillaume Gralli † (13 de septiembre de 1407-? falleció)
  - Obediencia romana :
  - Francesco † (circa 1380-? falleció)
  - Stefano Governo † (circa 1385-8 de julio de 1390 nombrado arzobispo de Corinto)
  - Bartolomeo Gay, O.F.M. † (15 de octubre de 1390-? falleció)
- Antoine de Chanac, O.S.B. † (30 de mayo de 1411-? falleció)
- Lancelot de Lusignan † (1434-2 de mayo de 1438 nombrado obispo de Pafos)
- Gelasio di Montolif † (2 de mayo de 1438-de septiembre de 1442 nombrado arzobispo de Nicosia)
- Giacomo Bodini † (18 de marzo de 1443-?)
  - Gelasio di Montolif † (10 de febrero de 1447-? falleció) (in commendam)
- Pietro de Manaziis † (4 de julio de 1457-? renunció)
- Antonio di Zucco † (18 de enero de 1460-? falleció)
- Nicolò Donà † (7 de junio de 1479-4 de noviembre de 1493 nombrado patriarca de Aquilea)
- Nicola Dolci † (4 de noviembre de 1493-1514 falleció)
- Marco Corner † (1514-22 de marzo de 1516 renunció)
- Paolo Borgasio † (22 de marzo de 1516-14 de julio de 1539 renunció)
- Andrea Zantani † (14 de julio de 1539-1560 depuesto)
- Andrea Mocenigo † (19 de junio de 1562-1 de junio de 1586 falleció)
- Serafino Fortibraccia, O.P. † (24 de enero de 1569-1588 falleció)
- Stefano Lusignano, O.P. † (27 de abril de 1588-1590 falleció)

### Obispos titulares de Némesis
- František Xaver Klobušický † (11 de abril de 1736-24 de septiembre de 1742 nombrado obispo de Transilvania)
- Nicolaus de Marchis † (7 de diciembre de 1742-2 de junio de 1757 falleció)
- Karol Salbeck † (4 de abril de 1759-13 de marzo de 1776 nombrado obispo de Spiš)
- Isidoro Spanò † (28 de septiembre de 1801-1840 falleció)
- Manuel da Encarnação Sobrinho, O.S.P.P.E. † (21 de marzo de 1825-15 de diciembre de 1846 falleció)
- Maria Efrem Garrelon † (24 de julio de 1868-10 de abril de 1873 falleció)
- Francesco Paolo Cardona Albini † (25 de septiembre de 1882-1896 falleció)